# Polana Smutkowska
Polana Smutkowska – polana położona na wysokości 680–750 m n.p.m., u podnóża Jaworzyny Małej (884 m n.p.m.) w Paśmie Radziejowej w Beskidzie Sądeckim w dolinie bezimiennego obecnie (kiedyś zwanym Jasionowskim, Podjasionowskim) potoku będącego bocznym dopływem Małej Roztoki. Znajduje się na terenie wsi Roztoka Ryterska w województwie małopolskim, w powiecie nowosądeckim, w gminie Rytro.
Nazwa polany miałaby pochodzić od jej położenia w „smutnej” dolinie, do której słońce zagląda na krótko i szybko zachodzi za położone naprzeciw polany wzniesienia Jaworzyny Wielkiej: Bystrą (803 m n.p.m.) i Małą (884 m n.p.m.). Natomiast na mapie katastralnej z 1846 roku figuruje jako „Polana Smułkowska”. Według E. Pawłowskiego polana swą nazwę zawdzięcza właścicielowi o nazwisku „Smułka”. Do połowy lat 80. XX wieku użytkowana była przez dwóch właścicieli jako łąka kośna. Obecnie w połowie jest zalesiona, a druga nieużytkowana powoli zarasta.